# Ковалёв, Герман Васильевич
Герман Васильевич Ковалёв (24 июля 1894 года — 10 августа 1952 года) — заместитель Народного комиссара путей сообщения, вице-генерал-директор 2-го ранга, Герой Социалистического Труда.

## Биография
Родился 24 июля 1894 года в слободе Громославка Донской области, в семье рабочего. Русский по национальности. Окончил два класса церковно-приходской школы. С 12 лет батрачил у кулаков в хуторе Терновом, учеником в кондитерской на станции Обливская. В 1909 году устроился учеником в бондарную мастерскую в городе Царицыне, спустя два года работал уже бондарем.
Участник Первой мировой войны. Воевал на Западном фронте, полный Георгиевский кавалер. В 1916 году был ранен. После госпиталя два месяца служил в пулеметном полку в Ораниенбауме. В ноябре 1917 году покинул фронт и вернулся домой.
В мае 1918 года вступил в ряды Красной Армии. В боях при обороне Царицына был ранен. После излечения — в службе военных сообщений 10-й армии К. Е. Ворошилова. Был помощником военного коменданта на станциях Царицын, Качалино, Арчеда, Саратов. В 1919 году по личиной просьбе был направлен в стрелковую часть, командиром пулеметной роты, затем командиром роты при штабе Северо-Кавказского военного округа. В том же году вступил в ВКП(б)/КПСС.
В 1920 году был возвращен в службу военных сообщений, назначен комендантом железнодорожного участка Новороссийск—Туапсе. После изгнания войск Врангеля из Крыма в зоне ответственности Ковалёва обширный морской участок от Севастополя до Новороссийска и Батуми. В 1922 году переведен на участок Самара—Казань, а оттуда в Астрахань военным комендантом железнодорожного участка. В марте 1926 года — начальник отделения эксплуатации Волжского бассейна с центром в Нижнем Новгороде. Затем военный комендант железнодорожного участка Дно — Ленинград-Варшавский Октябрьской железной дороги.
В 1935 году окончил Военно-транспортную академию и был направлен на работу в Народный комиссариат путей сообщения. Работал в оперативно-распорядительном отделе Главного управления эксплуатации старшим ревизором, диспетчером, заместителем начальника, начальником отдела.
В мае 1937 года принял руководство Московско-Киевской железной дорогой. К первому кварталу 1939 года магистраль вошла в группу дорог, работавших ударно по погрузке и выгрузке.
В 1939 году Г. В. Ковалёв назначен заместителем наркома путей сообщения и начальником оперативно-эксплуатационного управления НКПС. Ему довелось организовывать перевозки во время войны с Финляндией и с первых дней Великой Отечественной войны.
В 24 июня 1941 года на всех магистралях страны был введен военный график движения. Особая ответственность легла на всех работников управления во главе с Г. В. Ковалёвым: организация всех без исключения перевозок в глубоком тылу и для фронта. Особое внимание уделялось увеличению провозной способности дорог, организовано движение спаренных поездов, курьерское движение эшелонов с воинскими частями к фронту.
В феврале 1942 года при ГКО был создан Транспортный комитет в состав которого был включен Г. В. Ковалёв. В марте того же года он назначается начальником Центрального управления движения НКПС. Большая заслуга Ковалёва в организации осенью 1942 года в переброски войск в район Сталинграда: 3269 эшелонов с войсками и 1052 — с боеприпасами, горючим и продовольствием. На фронтовых участках Рязано-Уральской и Юго-Восточной железных дорог под выгрузку подавалось в сутки свыше 30 поездов, что в 10 раз превышало нормы мирного времени. Перевозки проводились в темное время суток и вражеская разведка не смогла зафиксировать сосредоточение в междуречье Волги и Дона крупной группировки войск.
После разгрома гитлеровцев под Сталинградом Г. В. Ковалёв приложил все усилия для ускоренной переброски войск Донского фронты под Курск, своевременного снабжения войск Брянского, Центрального, Воронежского и Степного фронта, принимавших участие в сражении на Курской дуге.
Указом Президиума Верховного Совета СССР от 5 ноября 1943 года «за особые заслуги в обеспечении перевозок для фронта и народного хозяйства и выдающиеся достижения в восстановлении железнодорожного хозяйства в трудных условиях военного времени» Ковалёву Герману Васильевичу присвоено звание Героя Социалистического Труда с вручением ордена Ленина (медаль № 15480) и золотой медали «Серп и Молот» (медаль № 70).
В январе 1945 года по состоянию здоровья Ковалёв был переведен на более легкую работу — начальником Литовской железной дороги.
В октябре 1946 года Г. В. Ковалёв назначен начальником только что организованного Донецкого округа железных дорог, затем руководил Юго-Западным округом железных дорог, а после упразднения округов — Юго-Западной магистралью.
Жил в Киеве. Скончался 10 августа 1952 года после тяжелой и продолжительной болезни. Похоронен на Байковом кладбище в Киеве.

## Награды и звания
- Медаль «Серп и молот» (1943 год)
- Три Ордена Ленина
- Орден Красного Знамени (1942)
- Орден Красной Звезды (1942)
- Орден Отечественной войны 1-й степени (1945)
- Орден Трудового Красного Знамени (1948)
- медали
- 4 знака «Почетный железнодорожник»
- знак «Отличный движенец»